# Kiril Zonew
Kiril Iliew Zonew (bulgarisch Кирил Илиев Цонев; * 1. Januar 1896 in Kjustendil; † 5. April 1961 in Sofia) war ein bulgarischer Maler.
Zonew studierte in Sofia, Wien und München. Von 1942 bis 1950 war er als Professor in Sofia tätig. Seine Bilder waren zunächst vom Stil der Neuen Sachlichkeit geprägt. In späterer Zeit malte er auch Landschaftsbilder und Porträts.

## Werke (Auswahl)
- Allee in tropischem Park, Landschaftsbild, 1932
- Die Wandmalereien in der Kirche von Bojana, Sofia 1958